# مایکل فایفر
مایکل فایفر (انگلیسی: Michael Pfeiffer; ۱۹ ژوئیهٔ ۱۹۲۵ – ۲ ژانویهٔ ۲۰۱۸) بازیکن فوتبال اهل آلمان بود.
از باشگاه‌هایی که در آن بازی کرده‌است می‌توان به باشگاه فوتبال روت‌وایس اسن و باشگاه فوتبال آلمانیا آخن اشاره کرد.
وی همچنین در تیم ملی فوتبال آلمان بازی کرده‌است.